# Sky Studios
Sky Studios é uma empresa inglesa de produção de mídia, fundada pela Sky Group em junho de 2019, com ativos do extinto Sky Vision. Desenvolve, produz e financia dramas, comédias e documentários originais, e tem investimentos em várias empresas de produção no Reino Unido e nos EUA.
As empresas britânicas que recebem investimento da Sky Studios são a Love Productions (propriedade integral), Blast Films!, Sugar Films, True North Productions, Chrysalis Vision, True to Nature, Longboat Pictures e o The Lighthouse; e entre as norte-americanas estão Jupiter Entertainment, Talos Films, Znak & Co. e Catalina Content.
Como parte do lançamento do Sky Studios, a emissora também anunciou que dobraria seus gastos em produções originais para mais de US$ 1,3 bilhão nos próximos cinco anos.  
Em setembro de 2019, a Sky Studios anunciou que estava lançando um braço americano chamado The Hive, com sede em Nova York e Tennessee, utilizando a experiência da Jupiter Entertainment.  Em dezembro de 2021, a Sky Studios vendeu sua participação minoritária na Bad Wolf para Sony Pictures Television.  

## Sky Studios Elstree
Em dezembro de 2019, a Sky anunciou planos para desenvolver o Sky Studios Elstree. A instalação foi construída em Rowley Lane, Borehamwood, localizada perto dos Elstree Studios existentes. A inauguração ocorreu em 2022 e forneceram espaço de produção para o conteúdo original da Sky, bem como para produções de filmes e TV da NBCUniversal, que é propriedade da Comcast, controladora da Sky.
A instalação tem 12 palcos, sendo o menor com aproximadamente 1,800 m2 (19,000 sq ft). O local também abrigar instalações de pós-produção e um cinema de exibição no local.

## Parcerias
Sky Studios tem parcerias criativas com uma série de produtoras, incluindo Merman TV  (fundada por Sharon Horgan e Clelia Mountford), Rangabee  (fundada por Romesh Ranganathan e Benjamin Green), The Apartment  (parte de Fremantle e liderado por Lorenzo Mieli) e um acordo geral com o cineasta alemão Philipp Leinemann.

## Produções originais
| Ano  | Título                           | Distribuidores    | Notas                                                   | Ref.   |
| ---- | -------------------------------- | ----------------- | ------------------------------------------------------- | ------ |
| 2024 | Paddington in Peru               | StudioCanal       | com Heyday Filmes                                       | [ 20 ] |
| 2024 | Wicked                           | Universal Studios | com Marc Platt Produções                                | [ 20 ] |
| 2025 | Bridget Jones: Mad About the Boy | Universal Studios | com Working Title Films e Miramax                       | [ 21 ] |
| 2025 | Jurassic City                    | Universal Studios | com Amblin Entertainment e The Kennedy/Marshall Company | [ 20 ] |
| 2025 | Wicked: For Good                 | Universal Studios | com Marc Platt Produções                                | [ 20 ] |

| Ano  | Título                                 | Rede(s) original(is)                                                   | Notas                                                                          | Refs.         |
| ---- | -------------------------------------- | ---------------------------------------------------------------------- | ------------------------------------------------------------------------------ | ------------- |
| 2020 | The New Pope                           | Sky Atlantic (Itália), HBO, Canal+                                     | com The Apartment, Wildside, Haut et Court TV, Mediapro, Sky Italia            | [ 22 ]        |
| 2020 | ZeroZeroZero                           | Sky Atlantic (Itália), Canal+, Amazon Prime Video                      | com Cattleya, Bartleby Film, Sky Italia                                        |               |
| 2020 | Gangs of London                        | Sky Atlantic, Cinemax/AMC                                              | com Pulse Films, Sister Pictures, Sky UK                                       |               |
| 2020 | Devils                                 | Sky Atlantic (Itália), OCS                                             | with Lux Vide, Sky Italia, Orange Studio                                       | [ 23 ]        |
| 2020 | Das Boot (temporada 2–4)               | Sky One (Alemanha)                                                     | com Bavaria Film, Sky Deutschland                                              | [ 24 ] [ 25 ] |
| 2020 | I Hate Suzie                           | Sky Atlantic (temporada 1), Sky Max (temporada 2–)                     | com Bad Wolf, Sky UK                                                           |               |
| 2020 | Two Weeks to Live                      | Sky One                                                                | com Kudos, Sky UK                                                              |               |
| 2020 | Petra                                  | Sky Atlantic (Itália) (temporada 1), Sky Serie (Itália) (temporada 2–) | com Cattleya, Bartleby Film, Sky Italia                                        |               |
| 2020 | The Third Day                          | HBO, Sky Atlantic                                                      | com Plan B Entertainment, Punchdrunk International, Sky UK                     | [ 26 ]        |
| 2020 | We Are Who We Are                      | HBO, Sky Atlantic (Itália)                                             | com The Apartment, Wildside, Small Forward, Sky Italia                         |               |
| 2020 | Romulus                                | Sky Atlantic (Itália)                                                  | com Cattleya, Groenlandia, Sky Italia                                          |               |
| 2020 | Hausen                                 | Sky One (Alemanha)                                                     | com Lago Film, Sky Deutschland                                                 |               |
| 2021 | A Discovery of Witches (temporada 2–3) | Sky One (temporadas 1–2), Sky Max (temporada 3)                        | com Bad Wolf, Sky UK                                                           |               |
| 2021 | Bloods                                 | Sky One                                                                | com Roughcut TV, Sky UK                                                        | [ 27 ]        |
| 2021 | Speravo de morì prima                  | Sky Atlantic (Itália)                                                  | com Wildside, Capri Entertainment, Fremantle, The New Life Company, Sky Italia | [ 28 ]        |
| 2021 | Anna                                   | Sky Atlantic (Itália)                                                  | com Wildside, Arte France, The New Life Company, Sky Italia                    |               |
| 2021 | Intergalactic                          | Sky One                                                                | com Moonage Pictures, Motion Content Group, Tiger Aspect, Sky UK               | [ 29 ] [ 27 ] |
| 2021 | Domina                                 | Sky Atlantic (Itália), Sky Atlantic, MGM+                              | com Fifty Fathoms, Cattleya, Sky Italia                                        | [ 30 ]        |
| 2021 | Ich und die Anderen                    | Sky One (Alemanha)                                                     | com Superfilm Filmproduktions GmbH, Sky Deutschland                            | [ 31 ]        |
| 2021 | Britannia (season 3)                   | Sky Atlantic                                                           | com Vertigo Films, Neal Street Productions, Sky UK                             |               |
| 2021 | Brassic (season 3–)                    | Sky Max                                                                | com Calamity Films, Sky UK                                                     | [ 27 ]        |
| 2021 | The Ibiza Affair                       | Sky Atlantic (Alemanha)                                                | com W&B Television, Sky Deutschland                                            | [ 32 ]        |
| 2021 | Temple (season 2)                      | Sky Max                                                                | com Hera Pictures, Sky UK                                                      | [ 27 ]        |
| 2021 | Gomorrah (season 5)                    | Sky Atlantic (Itália)                                                  | com Cattleya, Sky Italia                                                       | [ 33 ]        |
| 2021 | Landscapers                            | HBO, Sky Atlantic                                                      | com Sister, South of the River Pictures, Sky UK                                |               |
| 2021 | A casa tutti bene - La serie           | Sky Serie (Itália)                                                     | com Lotus Production, Sky Italia                                               |               |
| 2022 | Christian                              | Sky Atlantic (Itália)                                                  | com Lucky Red, Newen Connect, Sky Italia                                       |               |
| 2022 | The Fear Index                         | Sky Atlantic                                                           | com Left Bank Pictures, Sky UK                                                 |               |
| 2022 | The Rising                             | Sky Max                                                                | com Sky UK                                                                     |               |
| 2022 | Funeral for a Dog                      | Sky One (Alemanha)                                                     | com Flare Entertainment, Sky Deutschland                                       | [ 34 ]        |
| 2022 | Il re                                  | Sky Atlantic (Itália)                                                  | com The Apartment, Wildside, Zocotoco, Sky Italia                              |               |
| 2022 | The Baby                               | HBO, Sky Atlantic                                                      | com Sister, Proverbial Pictures, Sky UK                                        |               |
| 2022 | Blocco 181                             | Sky Atlantic (Itália)                                                  | com Red Joint Film, TapelessFilm, Sky Italia                                   | [ 35 ]        |
| 2022 | The Midwich Cuckoos                    | Sky Max                                                                | com Snowed-In Productions, DayOut Productions, Route 24, Sky UK                |               |
| 2022 | The Lazarus Project                    | Sky Max                                                                | com Urban Myth Films, Sky UK                                                   |               |

| Ano  | Título                                                   | Rede(s) original(is)     | Notas                                  | Ref.          |
| ---- | -------------------------------------------------------- | ------------------------ | -------------------------------------- | ------------- |
| 2021 | Murder at the Cottage: The Search for Justice for Sophie | Sky Crime (Reino Unido)  | com Hell's Kitchen, Dare Films, Sky UK | [ 36 ]        |
| 2021 | Shark with Steve Backshall                               | Sky Nature (Reino Unido) | com True to Nature, Sky UK             | [ 37 ] [ 27 ] |

| Ano  | Título                        | Rede(s) original(is)            | Notas                                          | Ref.                                                                                        |
| ---- | ----------------------------- | ------------------------------- | ---------------------------------------------- | ------------------------------------------------------------------------------------------- |
| 2021 | Steve McQueen: The Lost Movie | Sky Documentaries (Reino Unido) | com Associated Rediffusion Productions, Sky UK | [ 37 ]                                                                                      |
| 2021 | Bruno x Tyson                 | Sky Documentaries (Reino Unido) | com Workerbee, Sky Reino Unido                 | "Sky reveals first-look trailers of six brand new Sky Originals coming soon in 2021".</ref> |
| 2021 | Hawking: Can You Hear Me?     | Sky Documentaries (Reino Unido) | com Atlantic Productions, Sky UK               | [ 37 ]                                                                                      |